# Zheleznodorozhnogo razvezda Kara-Dzhalga
Zheleznodorozhnogo razvezda Kara-Dzhalga (del ruso: Железнодорожного разъезда Кара-Джалга) es un posiólok del raión de Novokubansk en el krai de Krasnodar de Rusia. Está situado en las llanuras de la orilla izquierda del río Kubán, 17 km al suroeste de Novokubansk y 155 km al este de Krasnodar. Tenía 13 habitantes en 2010.
Pertenece al municipio Verjnekubánskoye.

## Transporte
Cuenta con una plataforma sobre la línea de ferrocarril Armavir-Tuapsé.